# Petite rivière Etchemin
Pour les articles homonymes, voir Etchemin.
La Petite rivière Etchemin coule dans les municipalités de Saint-Luc-de-Bellechasse et de Lac-Etchemin, dans la municipalité régionale de comté (MRC) de Les Etchemins, dans la région administrative de Chaudière-Appalaches, au Québec, au Canada.
La "Petite rivière Etchemin" est un affluent de la rive sud de la rivière Etchemin laquelle coule vers le nord pour se déverser sur la rive sud du fleuve Saint-Laurent, en face de la ville de Québec.

## Géographie
Les principaux bassins versants voisins de la "Petite rivière Etchemin" sont :
- côté nord : rivière Bourget, rivière Etchemin ;
- côté est : rivière du Onze, ruisseau Després ;
- côté sud : décharge du lac Etchemin, ruisseau Després ;
- côté ouest : rivière Etchemin.

La "Petite rivière Etchemin" tire sa source de l'embouchure du lac Chabot (longueur : 0,9 km ; altitude : 510 m) situé dans le canton de Ware dans la municipalité de Saint-Luc-de-Bellechasse. Ce lac est situé dans les Monts Notre-Dame, à l'est des sommets "Le Morne", au nord-ouest du village de Sainte-Justine et au sud-ouest du village de Saint-Magloire.
À partir de sa source, la "Petite rivière Etchemin" coule en zone forestière sur 13,9 km répartis selon les segments suivants :
- 4,5 km vers le sud-ouest, jusqu'à la route ;
- 2,6 km vers le sud-ouest, jusqu'au chemin Saint-Abdon ;
- 2,0 km vers l'ouest, jusqu'à la limite municipale entre Saint-Luc-de-Bellechasse et Lac-Etchemin ;
- 4,8 km vers le sud-ouest, jusqu'à sa confluence.

La "Petite rivière Etchemin" se jette sur la rive sud de la rivière Etchemin. La confluence de la "décharge du Lac Etchemin" est située face à deux sommets de montagne, à 6,3 km au sud-est du centre du village de Saint-Léon-de-Standon, à 4,8 km au nord du village du Lac-Etchemin et en amont de la confluence de la décharge du lac Etchemin.

## Toponymie
Le toponyme "Petite rivière Etchemin" a été officialisé le 18 février 1977 à la Commission de toponymie du Québec.